# Oliarus okinawensis
Oliarus okinawensis är en insektsart som beskrevs av Van Stalle 1991. Oliarus okinawensis ingår i släktet Oliarus och familjen kilstritar. Inga underarter finns listade i Catalogue of Life.